# Potentilla hickmanii
Potentilla hickmanii är en rosväxtart som beskrevs av Alice Eastwood. Potentilla hickmanii ingår i Fingerörtssläktet som ingår i familjen rosväxter. Inga underarter finns listade i Catalogue of Life.

## Bildgalleri

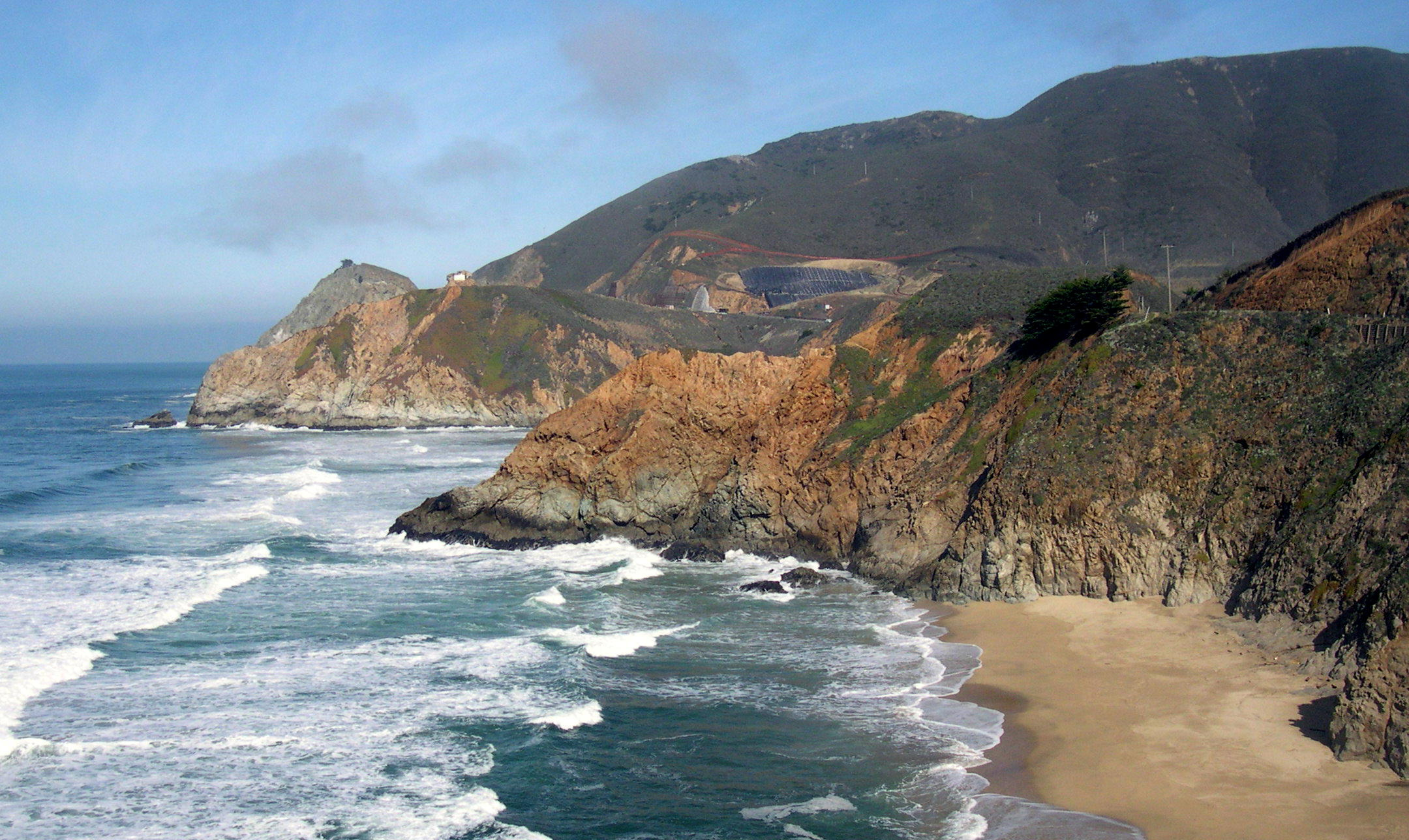
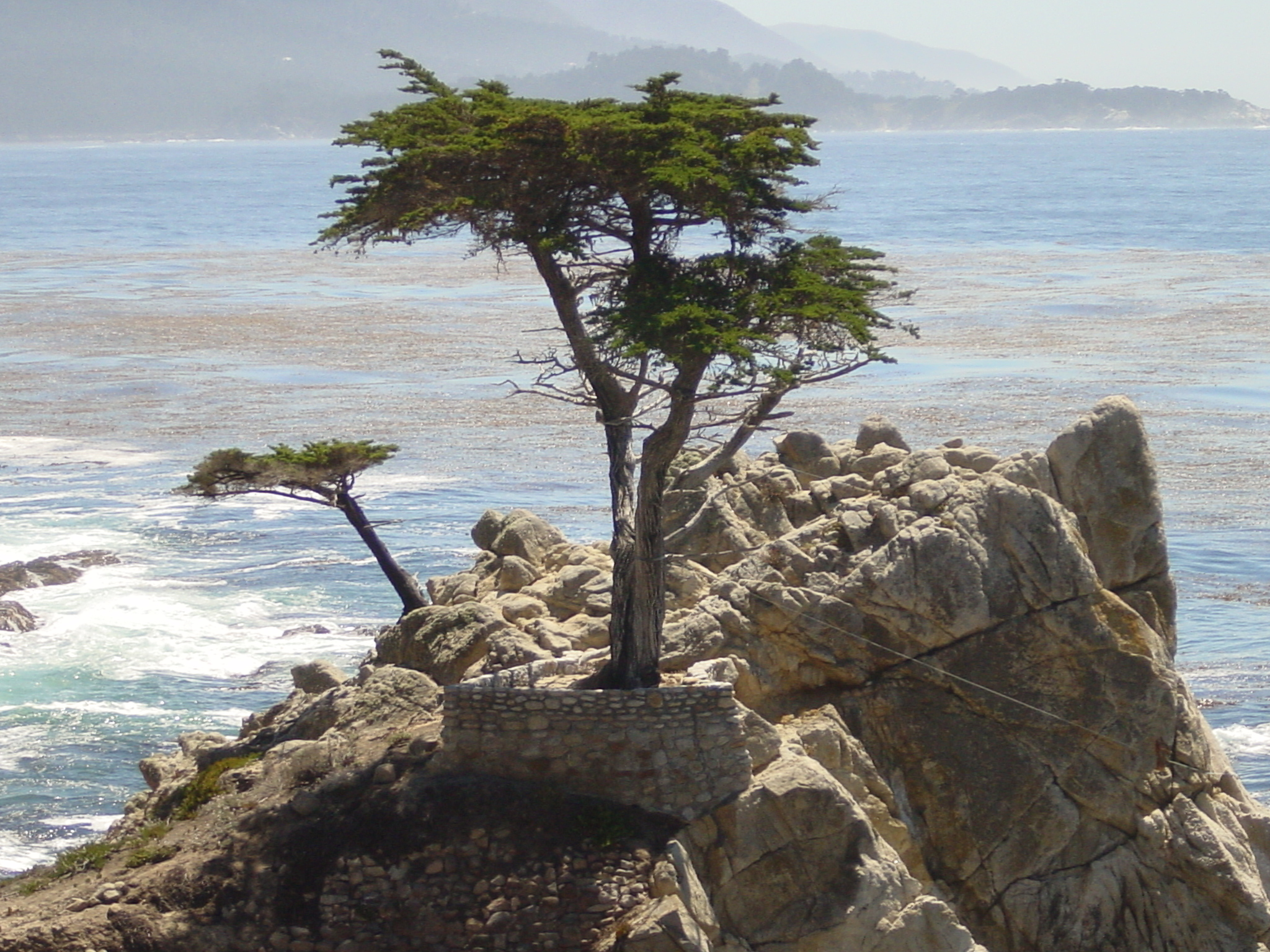